# Вінцентув (Радомський повіт)
Вінцентув (пол. Wincentów) — село в Польщі, у гміні Пйонки Радомського повіту Мазовецького воєводства.
Населення — 230 осіб (2011).

## Демографія
Демографічна структура станом на 31 березня 2011 року:
|          | Загалом | Допрацездатний вік | Працездатний вік | Постпрацездатний вік |
| -------- | ------- | ------------------ | ---------------- | -------------------- |
| Чоловіки | 107     | 25                 | 72               | 10                   |
| Жінки    | 123     | 30                 | 64               | 29                   |
| Разом    | 230     | 55                 | 136              | 39                   |